# Episodi di You Are Wanted (prima stagione)
La prima stagione della serie televisiva You Are Wanted, composta da 6 episodi, è stata interamente pubblicata il 17 marzo 2017 in tutti i paesi in cui il servizio on demand Amazon Video è disponibile.
| n° | Titolo originale | Pubblicazione Germania | Pubblicazione Italia |
| -- | ---------------- | ---------------------- | -------------------- |
| 1  | Blackout         | 17 marzo 2017          | 17 marzo 2017        |
| 2  | X-Ray            | 17 marzo 2017          | 17 marzo 2017        |
| 3  | Trust            | 17 marzo 2017          | 17 marzo 2017        |
| 4  | Noob             | 17 marzo 2017          | 17 marzo 2017        |
| 5  | Rollo            | 17 marzo 2017          | 17 marzo 2017        |
| 6  | Burning Man      | 17 marzo 2017          | 17 marzo 2017        |